# 阪神武庫川線
武庫川線（むこがわせん）は、兵庫県西宮市の武庫川駅から同市の武庫川団地前駅までを結ぶ阪神電気鉄道の鉄道路線である。駅ナンバリングで使われる路線記号はHS。
武庫川西岸の築堤沿いに走る、西宮市南東にある武庫川団地の通勤・通学路線である。全区間が兵庫県西宮市内で完結し、阪神の現有路線で唯一の全線単線の路線であるが、武庫川駅 - 洲先駅間は複線分の用地が確保されている。踏切は本線と同じく9か所設けられている（武庫川信号場の2か所も含む）。
キロポストは武庫川団地前駅から武庫川駅に向かって純粋に数字が増えていく。洲先駅と東鳴尾駅間にある東鳴尾踏切北側に2キロポスト、武庫川駅の高架下に3キロポストがある。これは今津出屋敷線の前大浜への延伸計画があったときに前大浜を0キロポストとする予定だったため。洲先駅付近や武庫川の下流の一部に建設途中の今津出屋敷線の橋脚が長期放置されたが、のち1980年代後半ごろに撤去されたため現存しない。
東鳴尾駅 - 洲先駅間の駅間距離（営業キロ）は0.4 kmで、これは阪神電鉄全線で最短である。

## 路線データ
- 路線距離（営業キロ）：1.7km
- 軌間：1435mm
- 駅数：4駅（起終点駅含む）
- 複線区間：なし（全線単線）
- 電化区間：全線電化（直流1500V）
- 閉塞方式：連動閉塞式[2]
- 最高速度：45km/h[1]

## 運行形態
線内折り返し列車がワンマン運転で運行されている。全列車が2両編成で、朝夕は2編成が運用に入り、東鳴尾駅で交換を行う。早朝・日中と深夜近くから終電までの間は1編成のみの運用である。全列車が普通列車で全線通しの運転である。昼間は20分間隔を基本とし、平日朝は12分間隔、土休日朝と夕方は10分間隔、早朝・夜間は12 - 15分間隔での運転である。
信号現示は、停止（赤）、警戒（黄×2）、注意（黄）の3種類のみで、全線で最高速度が注意信号相当の45km/hに制限されている。よって、線内の信号機には、進行現示に用いる青色灯が入換信号機を除いて存在しない。また、警戒現示は東鳴尾駅の場内信号機で、2編成運用時のみに見られる。ただ、架線は高速運転が可能なコンパウンドカテナリー式となっている。
他路線との直通運転はなく、車両もワンマン運転に対応させるべく改造された武庫川線専用の2両編成のみが使用されている。ドア開閉スイッチは運転台には設けられていないため、ドア扱い時は運転士が直接目視で確認しながら行っている（運転席とは反対側のドアを開閉する際は、必ず運転席から離れる）。
本線、阪神なんば線とは異なり、大晦日から元日にかけての終夜運転は実施したことがない。

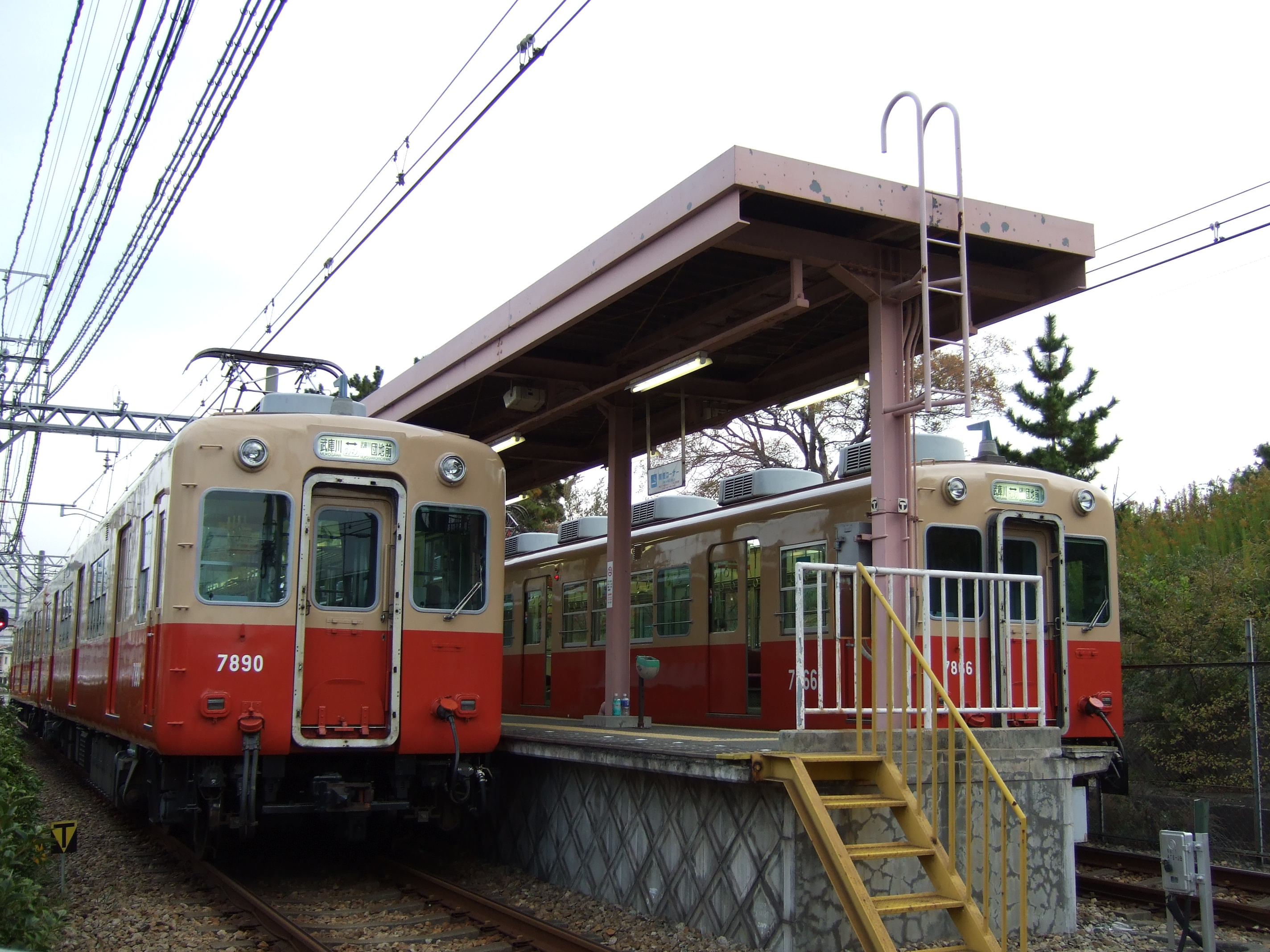
東鳴尾駅にて、交換する列車。 （2008年）
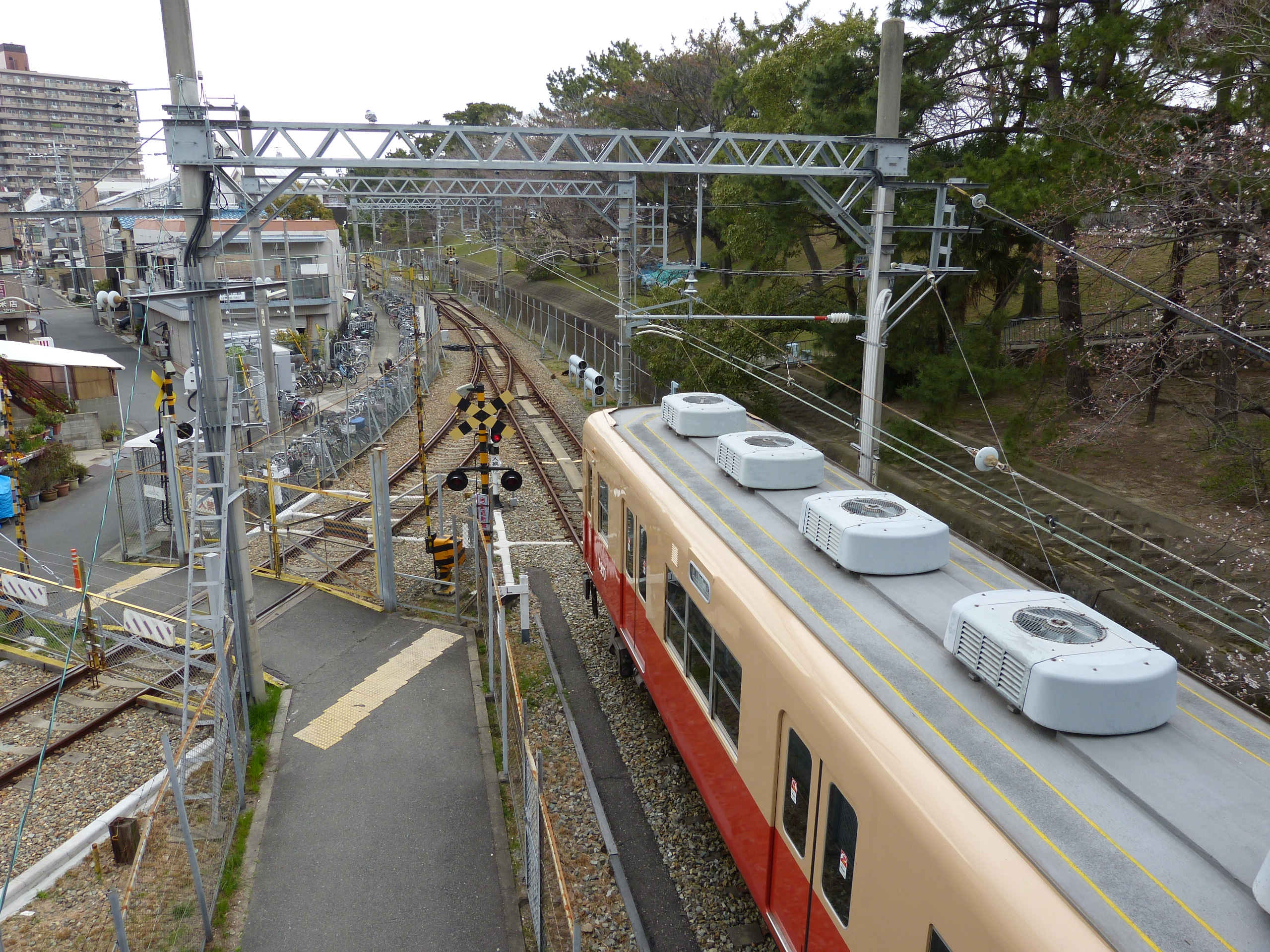
本線との接続箇所になる武庫川信号所。 （2013年）

## 使用車両
使用する編成は、ワンマン運転対応改造を受けた5500系に限定されている。この車両は武庫川線用の4編成全てが野球にちなんだ内外装（阪神タイガースと阪神甲子園球場、トラッキー、TORACO）としており、それぞれ「タイガース号」、「甲子園号」、「トラッキー号」、「TORACO号」として運行されている。

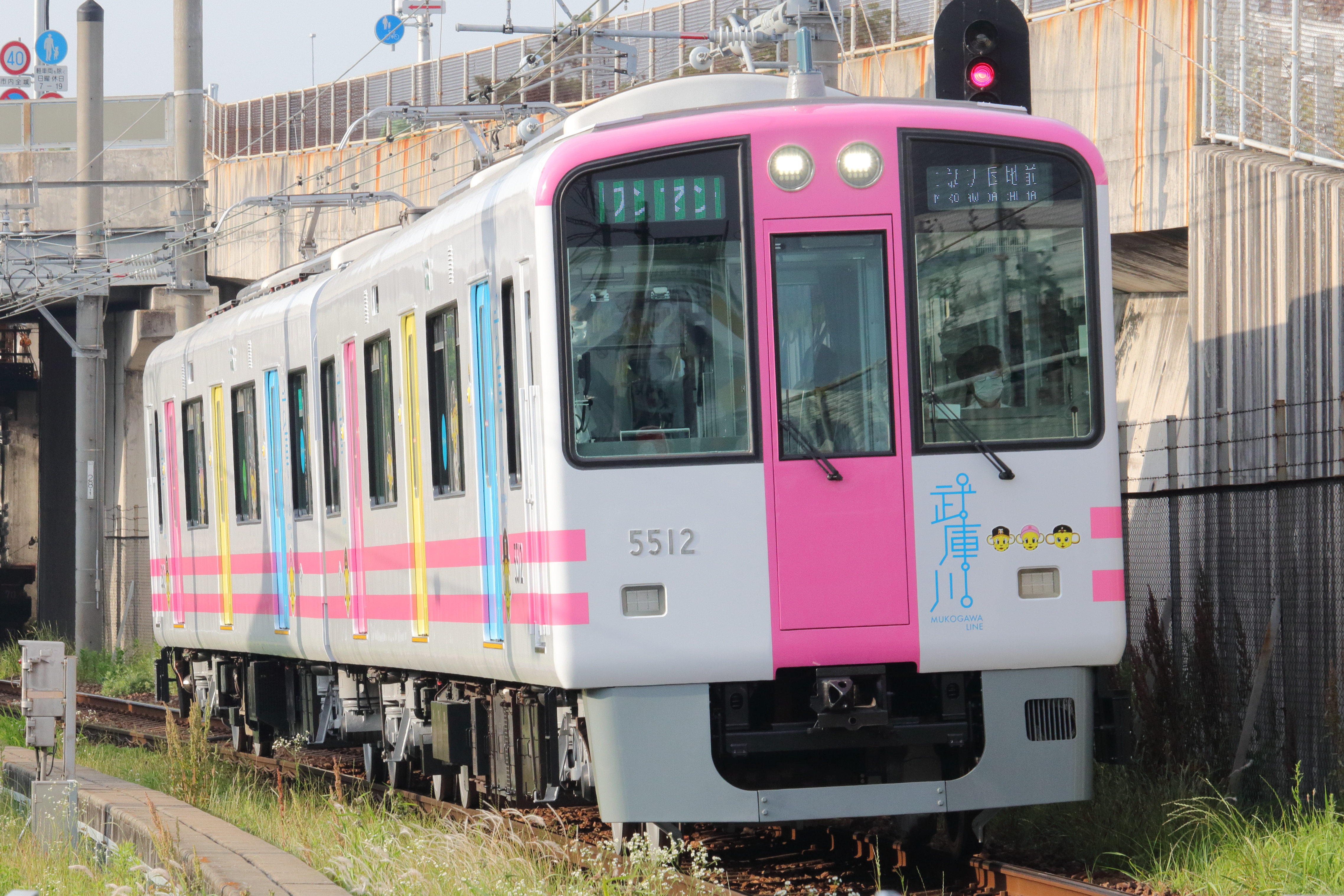
5912F　トラッキー号
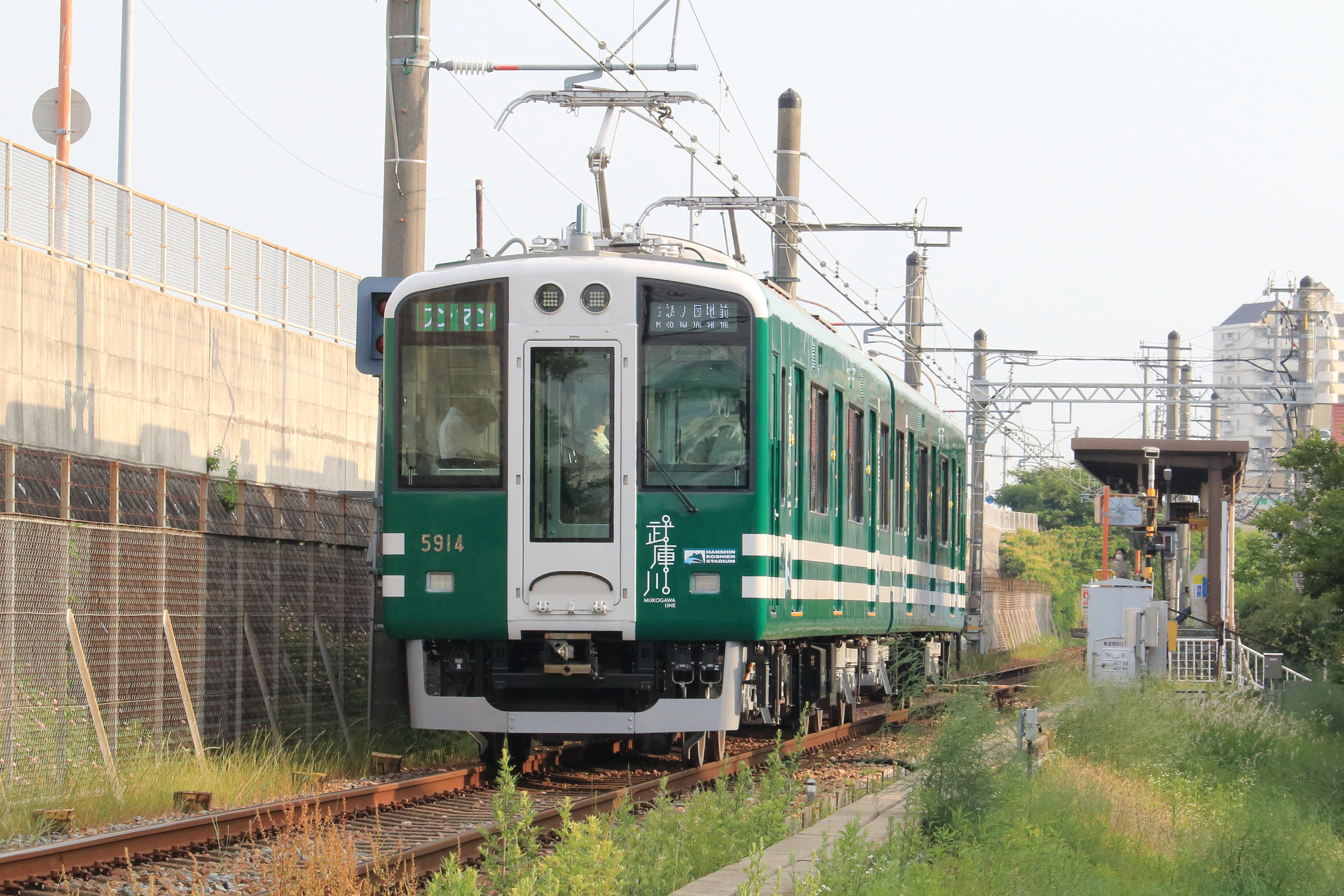
5914F　甲子園号

### 過去の使用車両
1967年から1984年の武庫川団地開業前までは、3301形が単行（1両編成）で使用されていた。冷房改造後も1両で運用される当路線ではMG容量の問題により、冷房を使用することが出来なかった。また、方向幕に「武庫川⇔洲先」が収録されていないため、方向幕に「普通」と表示し、「武庫川⇔洲先」のサボを掲示した。
1984年からは7861形（7964F、7966F、7968F）が使用され、1986年からは7890形（7890F）も加わり、2000年10月1日からのワンマン運転開始に伴いワンマン運転対応の改造が施工されたが、これらの車両は2020年6月3日に5500系に置き換えられて運用を終了した。7890形のうち1両はUR都市機構に寄贈した上で武庫川団地内に展示することになり、2021年3月4日未明に現地に搬入された。
5500系の導入以前は全て赤とクリーム色の特急・急行用車両の塗装を纏った赤胴車を使用していたが、前述の通りすべて普通列車（各駅停車）としての運行である。このほか、試運転で1000系の2両編成が入線したことがある。

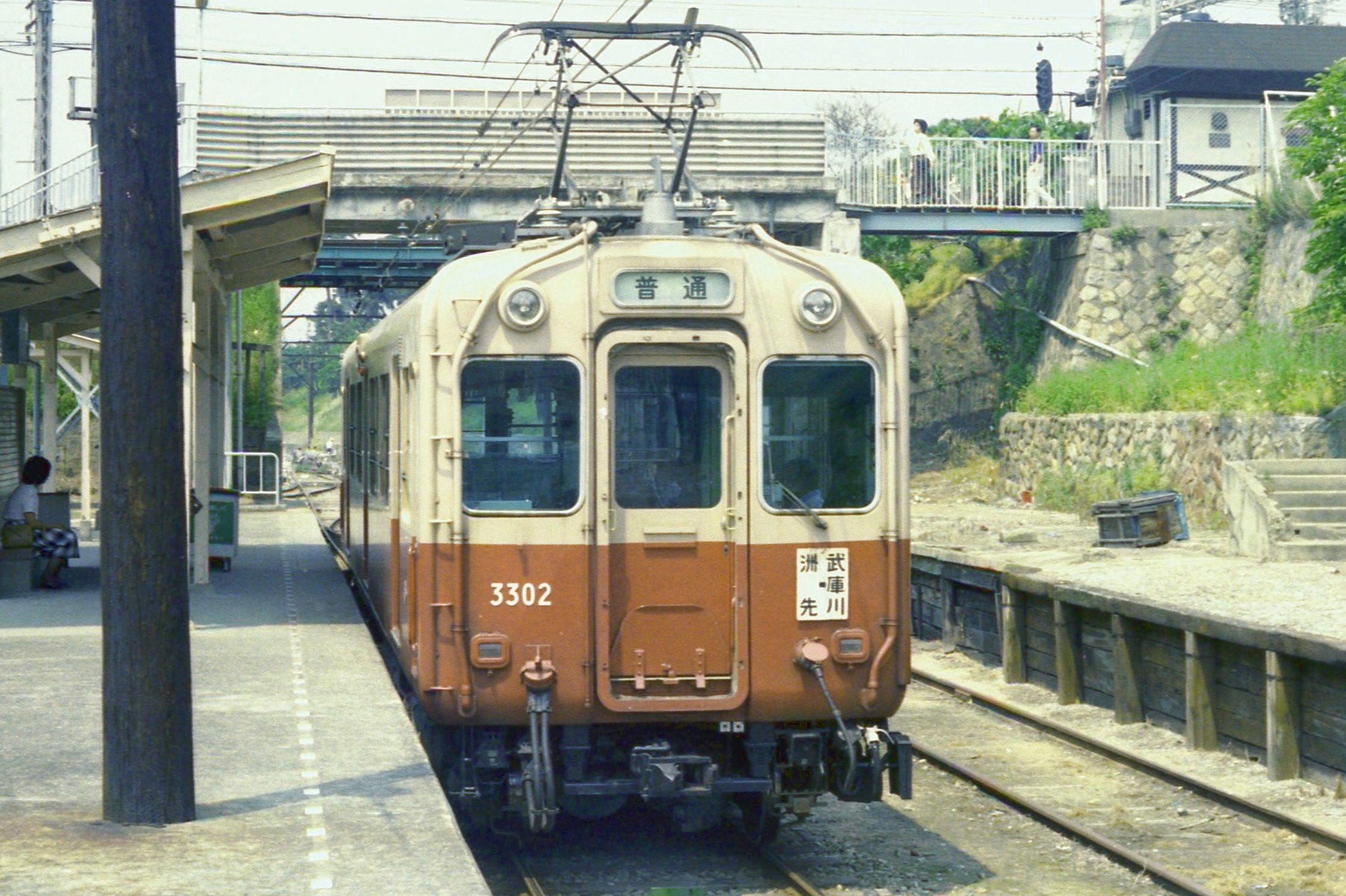
武庫川駅で発車を待つ3301形電車。 （1981年6月）
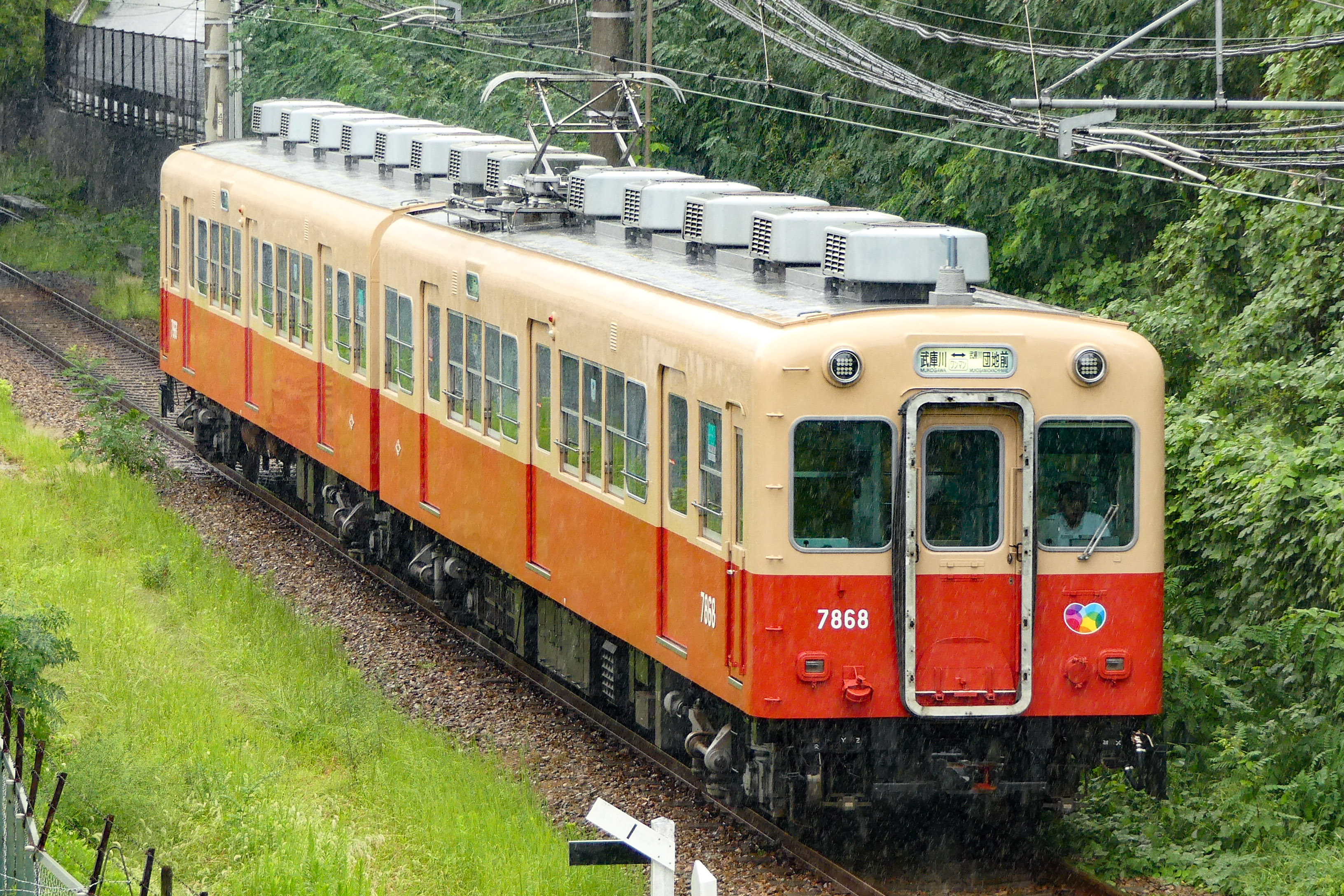
武庫川線を走行する7861形電車。 （2017年9月16日）
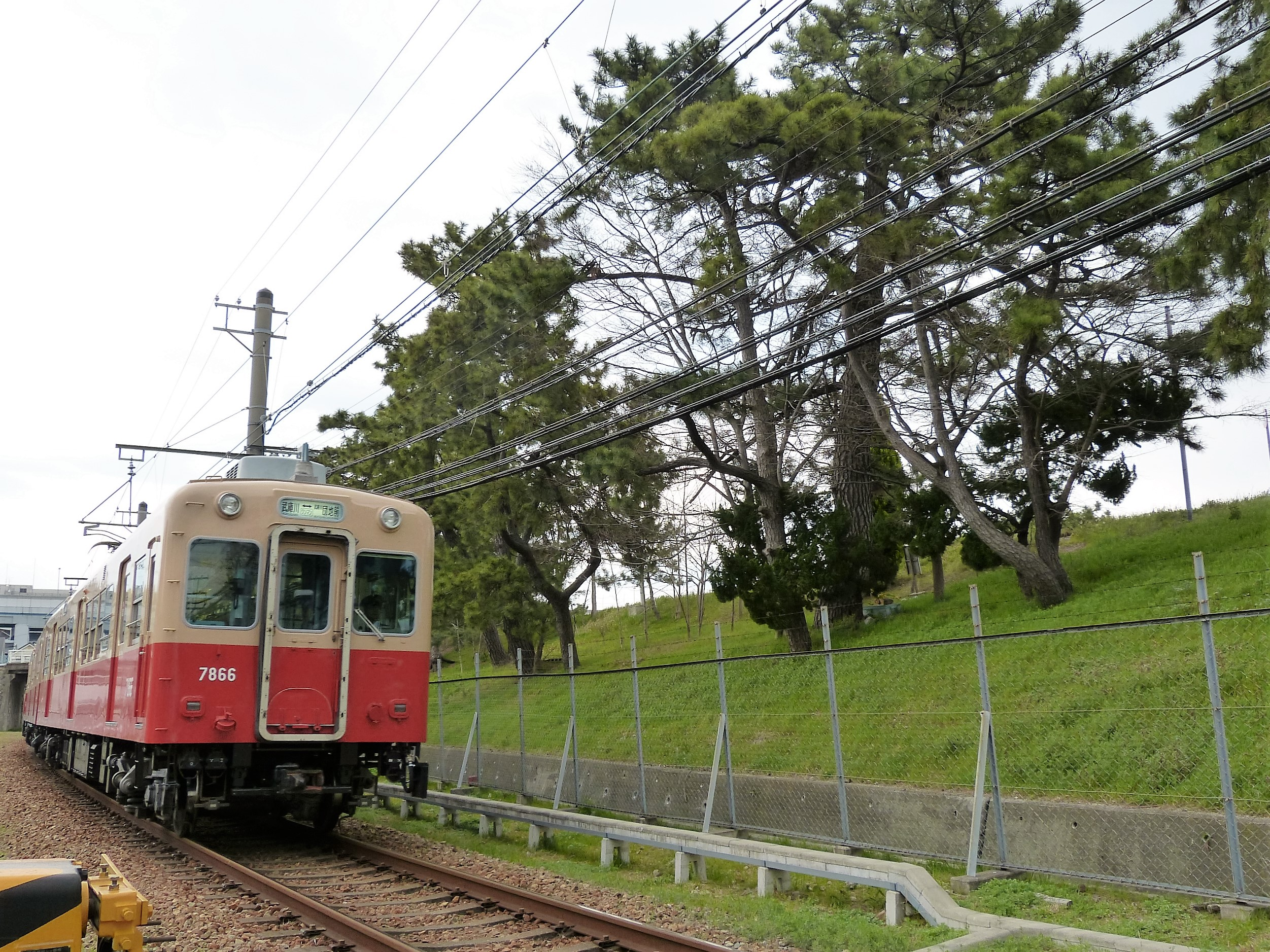
東鳴尾駅付近を走る7861形電車。右側は武庫川の堤防と松の木。 （2013年）
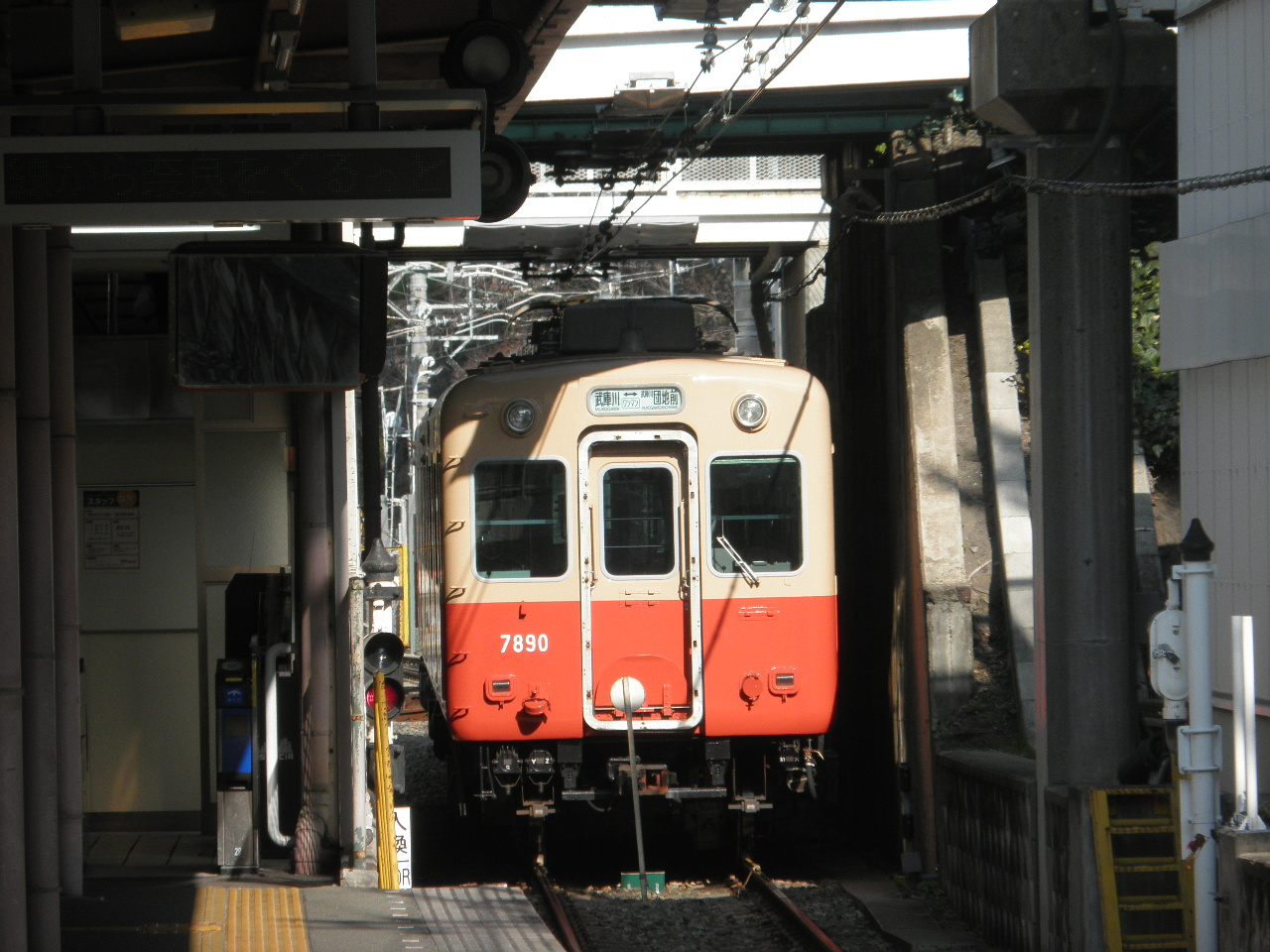
武庫川駅北方の本線の真下に留置される7890形電車。 （2015年）

## 歴史

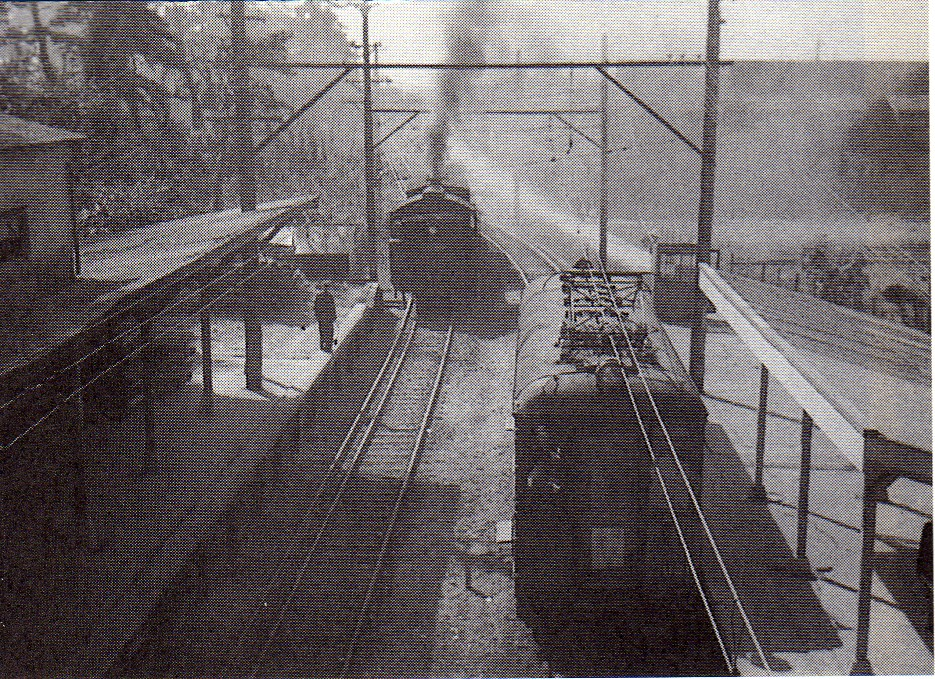
1954年頃の武庫川駅、右側に停車中の1121号は標識灯が二灯化され、川側にはステップが装着されている。左側の線路は三線軌条になっており、国鉄の蒸気機関車が乗り入れている

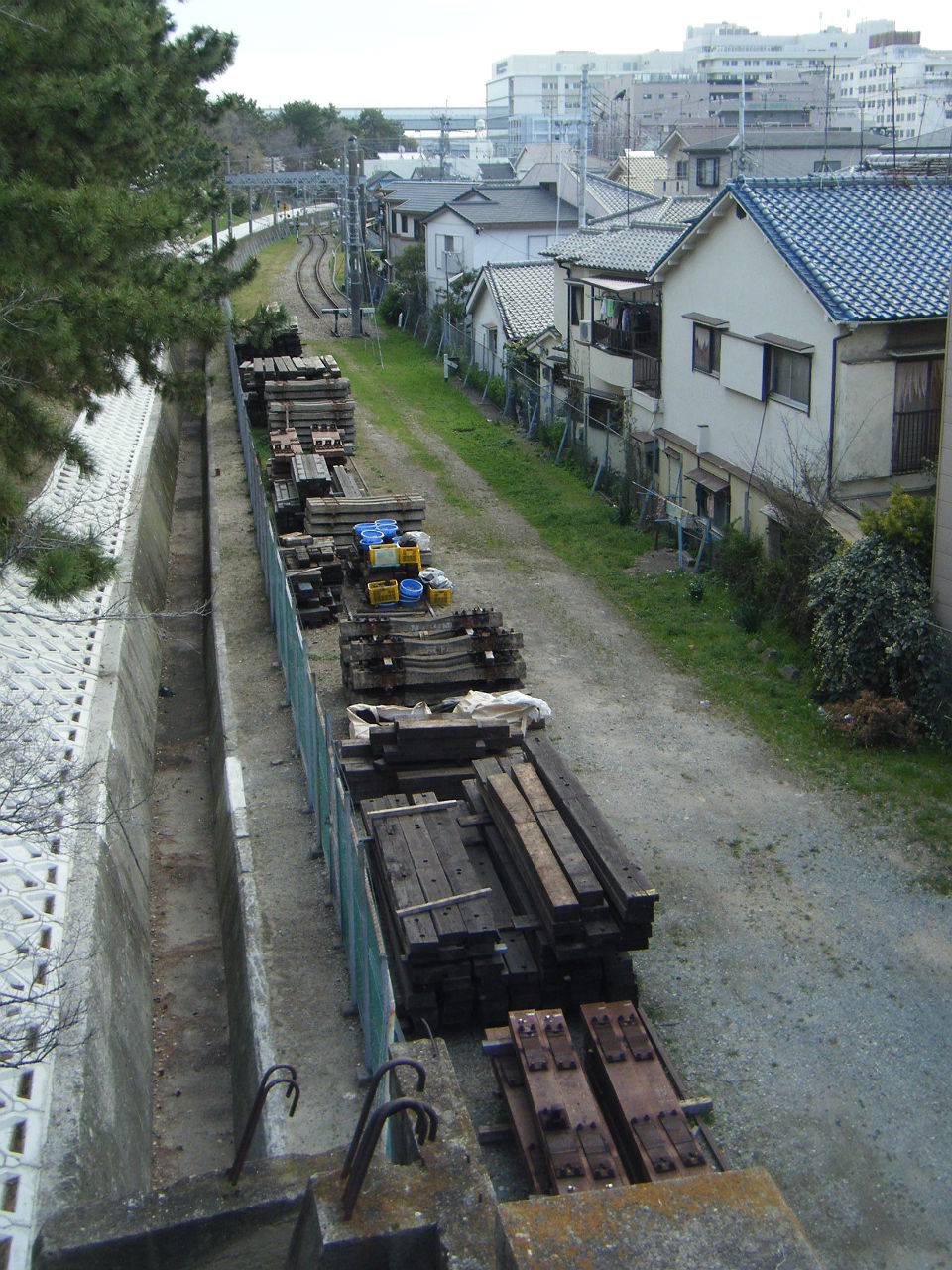
武庫川線の北端（本線武庫川信号場からの連絡線と合流する引上げ線）を旧国道より臨む。ここより国道2号（旧武庫大橋駅）までの廃線跡には、戸建の住宅地が続いている。

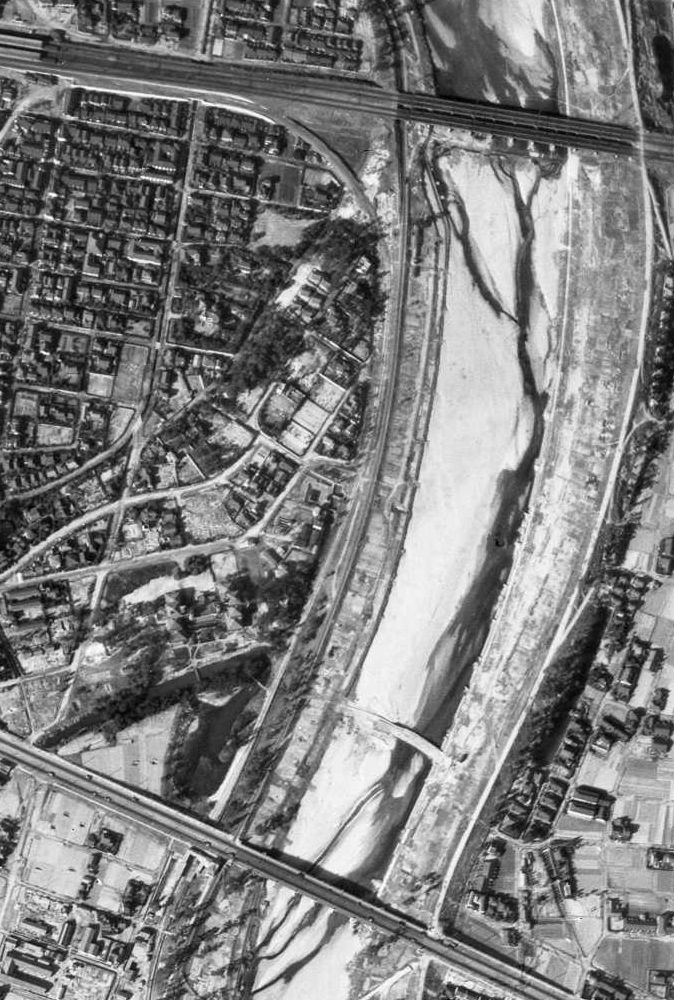
1948年2月の国鉄甲子園口駅 - 武庫大橋駅（休止中）　画像左上の甲子園口駅よりカーブを経て武庫川西岸へ沿う貨物線が見られる。画像下の国道2号をくぐった南側に見える横倒しのコの字が武庫大橋駅の跨線橋とホーム。　国土地理院 地図・空中写真閲覧サービスを基に作成

現在は武庫川団地となっている西宮市高須町にあった軍需工場、川西航空機（現・新明和工業）鳴尾製作所への従業員および資材輸送のために建設され、1943年（昭和18年）11月21日に武庫川 - 洲先間、1944年（昭和19年）8月17日に武庫大橋 - 武庫川間が開業した。軍の要請での路線建設であったため、阪神の一般社員や学生の勤労奉仕隊なども動員した突貫工事が行われた。用地は全線複線分を確保していたが単線で建設され、武庫大橋、武庫川、東鳴尾の各駅で上下列車が交換できるようになっていた。開業当時の洲先駅は現在の武庫川団地前駅付近にあたる。開業後1年経たないうちに川西航空機の工場とともに空襲の被害を受け、期待された目的を十分に果たせないまま終戦を迎えている。
西ノ宮駅（現・西宮駅）から国有鉄道（鉄道省→日本国有鉄道）貨物列車の乗り入れのため、武庫大橋 - 洲先間は三線軌条化されていた。国有鉄道の貨物列車のみが乗り入れる西ノ宮 - 武庫大橋間は阪神の路線としては未開業（未成線）扱いとされ、貨物列車は全線にわたって国有鉄道の管理下で運行されていた。なお、後の調査で、阪神も省線甲子園口駅に駅を設ける計画があり、昭和18年（1943年）3月19日付の官報に、阪神武庫川線が甲子園口駅までの運行の特許を受けたことが掲載されていたことが判明した（現在の駅南東の線路に沿って延びる駐輪場が、阪神甲子園口駅予定地であったという）。
旅客営業としては、戦後すぐに全線の旅客営業が休止とされた後、1948年10月に武庫川から現在の洲先駅までの1.1kmのみ運行が再開された。その後、武庫川団地の開発にともなって1984年（昭和59年）4月3日に武庫川団地駅まで延伸され、現在に至っている。
貨物輸送は川西航空機工場を接収した進駐軍の要請もあって戦後も続けられたが、1950年代には運行が停止され、1958年（昭和33年）に正式に休止（廃止）となった。
なお、廃止された区間のうち、武庫川 - 武庫大橋間1.5kmは、本線との合流のための引き上げ線の部分とその先の100mほどの敷地を除いて民間に売却され、駐車場や住宅となっているが、住宅が武庫川沿いに細長く均一に連続している状態から、往時の軌道敷の跡を想像することもできる。武庫大橋 - 西ノ宮間は、甲子園口駅東方の東海道本線（JR神戸線）との合流部であった場所までは空き地が目立つが、その合流部には阪神園芸所有の建物が建てられていた（のち解体、現在は分譲マンション）。また、甲子園口駅では、武庫川線の廃線跡が下り外側線に転用され、内側線には折り返し設備が設けられている。

### 年表
- 1943年（昭和18年）11月21日：武庫川 - 洲先間が開業。
- 1944年（昭和19年）
  - 8月17日：武庫大橋 - 武庫川間が開業し国道線と連絡。
  - 11月15日：国鉄東海道本線の西ノ宮 - 洲先間の貨物線が開業。
- 1945年（昭和20年）
  - 6月9日：空襲により洲先駅が被災。
  - 8月23日：武庫大橋 - 洲先間の電車運転を停止。
- 1946年（昭和21年）1月6日：武庫大橋 - 洲先間の旅客営業を休止。
- 1948年（昭和23年）10月10日：武庫川 - 洲先間の旅客営業を再開。
- 1958年（昭和33年）7月1日：西ノ宮 - 洲先間の貨物線休止。
- 1966年（昭和41年）1月20日：営業キロを1.7キロメートルから1.1キロメートルに変更。
- 1967年（昭和42年）11月12日：架線電圧を600Vから1500Vに昇圧。
- 1970年（昭和45年）11月5日：西ノ宮 - 洲先間の貨物線廃止。
- 1978年（昭和53年）12月27日：全線を軌道法に基づく軌道から地方鉄道法に基づく鉄道に変更。
- 1983年（昭和58年）1月31日：武庫川団地への延伸工事に着手[14]。
- 1984年（昭和59年）
  - 3月18日：ATS設置。
  - 4月3日：洲先 - 武庫川団地前間が延伸開業[13]。同時に、武庫川駅構内に中間改札を設置して改札外連絡を廃止、東鳴尾駅と洲先駅のホームを改築、列車増発と輸送力増強（単行から2両編成へ変更[13]、昼間30分間隔を20分間隔へ変更、東鳴尾駅に交換設備の新設など）を実施。
- 1985年（昭和60年）4月13日：休止中の武庫大橋 - 武庫川間が廃止。
- 1995年（平成7年）
  - 1月17日：阪神・淡路大震災で不通となる[15]。
  - 1月26日：全線で運行再開[16]。
- 2000年（平成12年）10月1日：全列車ワンマン化[3]。行先板廃止、専用字幕使用開始[17]。
- 2014年（平成26年）4月1日：全駅に駅ナンバリングを導入[18]。
- 2016年（平成28年）3月19日：ダイヤ改正で終電を約20分繰り下げ。
- 2020年（令和2年）
  - 6月2日：7861形、7890形の営業運転を終了[8]。
  - 6月3日：5500系電車が営業運転を開始[8]。

## 駅一覧
- 全駅兵庫県西宮市内に所在。

凡例
線路（全線単線） … ◇：列車交換可、｜：列車交換不可
| 駅番号 | 駅名           | 駅間キロ | 営業キロ | 接続路線            | 線路 |
| ------ | -------------- | -------- | -------- | ------------------- | ---- |
| HS 12  | 武庫川駅       | -        | 0.0      | 阪神電気鉄道： 本線 | ｜   |
| HS 53  | 東鳴尾駅       | 0.7      | 0.7      |                     | ◇    |
| HS 52  | 洲先駅         | 0.4      | 1.1      |                     | ｜   |
| HS 51  | 武庫川団地前駅 | 0.6      | 1.7      |                     | ｜   |

### 廃止区間
西ノ宮駅 - （甲子園口駅） - 武庫大橋駅 - 小松駅 - 武庫川駅
- 西ノ宮 - 武庫大橋間は貨物営業のみ。

### 過去の接続路線
- 西ノ宮駅：国鉄東海道本線（貨物のみ）
- 武庫大橋駅：阪神国道線

## 競合路線
この路線との競合相手は阪神バスの路線バスで、バスは甲子園駅もしくはJR神戸線の甲子園口駅から発着し、なおかつ運行本数が武庫川線よりも多い。加えて武庫川線と本線の乗換駅である武庫川駅が特急（直通特急含む）通過駅であるのに対し、バスだと特急（平日朝の上りの直通特急を除く）停車駅の甲子園駅発着であるため利便性が高い。また、武庫川団地駅が団地北側の少し離れた場所に立地しているのに対し、バスは団地内をくまなく巡回するという利便性もあり、武庫川線よりもバスを利用する団地住民も多い。